# Błotniarka wędrowna
Błotniarka wędrowna (Pseudosuccinea columella) – gatunek słodkowodnego ślimaka z rodziny błotniarkowatych (Lymnaeidae), podobny do bursztynkowatych (Succineidae), stąd rodzajowa nazwa Pseudosuccinea, tzn. „nibybursztynka”. Prowadzi ziemno-wodny tryb życia. Żywi się martwymi częściami roślinnymi i zwierzęcymi. Jest żywicielem pośrednim motylicy wątrobowej.

## Występowanie
Naturalny zasięg występowania tego ślimaka obejmuje wschodnią Amerykę Północną, Amerykę Środkową i północną część Ameryki Południowej. Przebywa w wodach stojących, na brzegach jezior, stawów, wolno płynących i błotnistych strumieni, wśród lilii i trzcin.
W ciągu kilku ostatnich dziesięcioleci błotniarka wędrowna wykazała duże zdolności inwazyjne. Została zawleczona (prawdopodobnie z wodnymi roślinami ozdobnymi) do zachodnich stanów USA, do Australii, Afryki Południowej i Europy (Szwajcaria, Austria, Węgry, Grecja i Minorka) oraz na niektóre wyspy Pacyfiku. Rozpowszechniła się w ogrodach botanicznych. Licznie występuje zwłaszcza w cieplarnianych basenach. Przebywa także poza wodą, na pływających liściach roślin wodnych. W warunkach europejskich nie przetrzymuje zimy, ale w południowej Francji stwierdzono jej występowanie w warunkach naturalnych nad brzegiem rzeki Lot.

## Budowa ciała
Muszla jajowata, cienka, prześwitująca, krucha, z poprzecznymi i spiralnymi prążkami na powierzchni, tworzącymi regularną kratkę. Jej ostatni skręt jest silnie rozszerzony, a otwór bardzo duży. Wymiary muszli: 15–20 × 8–13 mm. Ubarwienie żywych osobników jest ciemne, niemal czarne, z białawymi plamami. Oczy małe, czarne, osadzone po wewnętrznej stronie nasady czułków.